# Hugo-Münsterberg-Medaille
Die Hugo-Münsterberg-Medaille ist benannt nach dem deutsch-amerikanischen Psychologen und Philosophen Hugo Münsterberg und wurde zwischen 1981 und 2007 vom Berufsverband Deutscher Psychologinnen und Psychologen (BDP) als Auszeichnung für „besondere Verdienste um die Angewandte Psychologie“ verliehen. Die Verleihung der Medaille fand alle zwei Jahre im Rahmen des Kongresses für Angewandte Psychologie des Deutschen Psychologentages statt.

## Preisträger
- 1981: Helmut von Bracken
- 1983: Wilhelm Karl Arnold
- 1985: Erna Duhm
- 1987: Arthur Mayer
- 1989: Fritz Pirkl
- 1991: Reinhard Tausch
- 1993: Hermann Wegener
- 1995: Carl Graf Hoyos
- 1997: Elisabeth Müller-Luckmann
- 1999: Klaus Grawe
- 2001: Jürgen Guthke
- 2003: Arthur Fischer
- 2005: Eberhard Ulich
- 2007: Klaus Schneewind